# Запоље Дабарско
Запоље Дабарско је насељено мјесто града Оточца, Лика, Република Хрватска.

## Географија
Налази се код Дабра.

## Становништво
| Запоље Дабарско    |       |       |       |       |
| година пописа      | 1991. | 1981. | 1971. | 1961. |
| Срби               |       |       |       | 229   |
| Хрвати             |       |       |       | 35    |
| остали и непознато |       |       |       |       |
| укупно             | '     | '     | '     | 264   |

| Демографија | Демографија | Демографија |
| Година      | Становника  | Становника  |
| ----------- | ----------- | ----------- |
| 1961.       | 264         |             |